# 稲村神社 (常陸太田市)

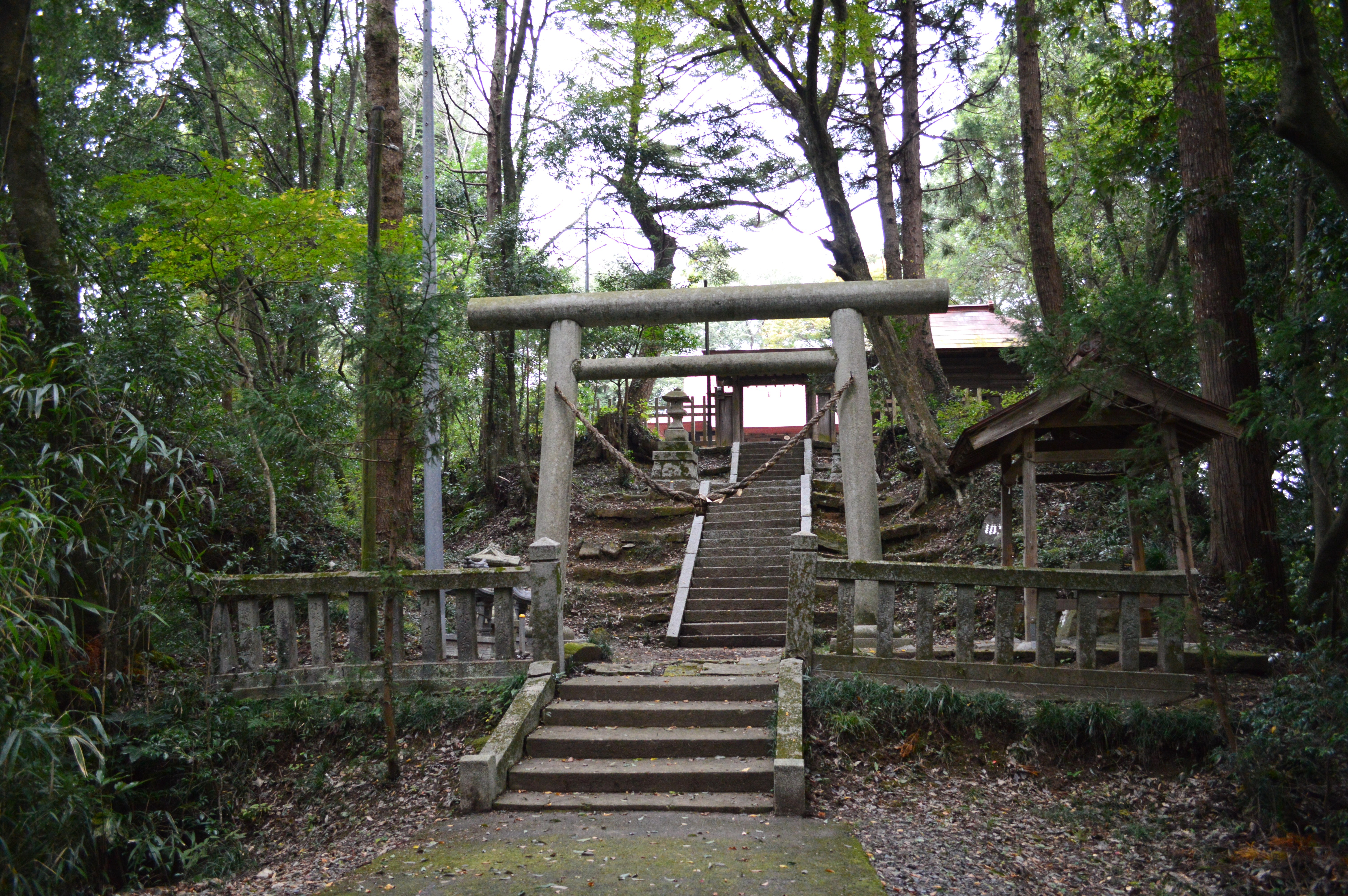
二の鳥居

稲村神社（いなむらじんじゃ、稻村神社）は、茨城県常陸太田市天神林町にある神社。式内社論社で、旧社格は郷社。

## 祭神
祭神は次の12柱。
- 饒速日命（にぎはやひのみこと） - 物部氏祖。
- 神世七代の神々11柱

## 歴史

### 創建

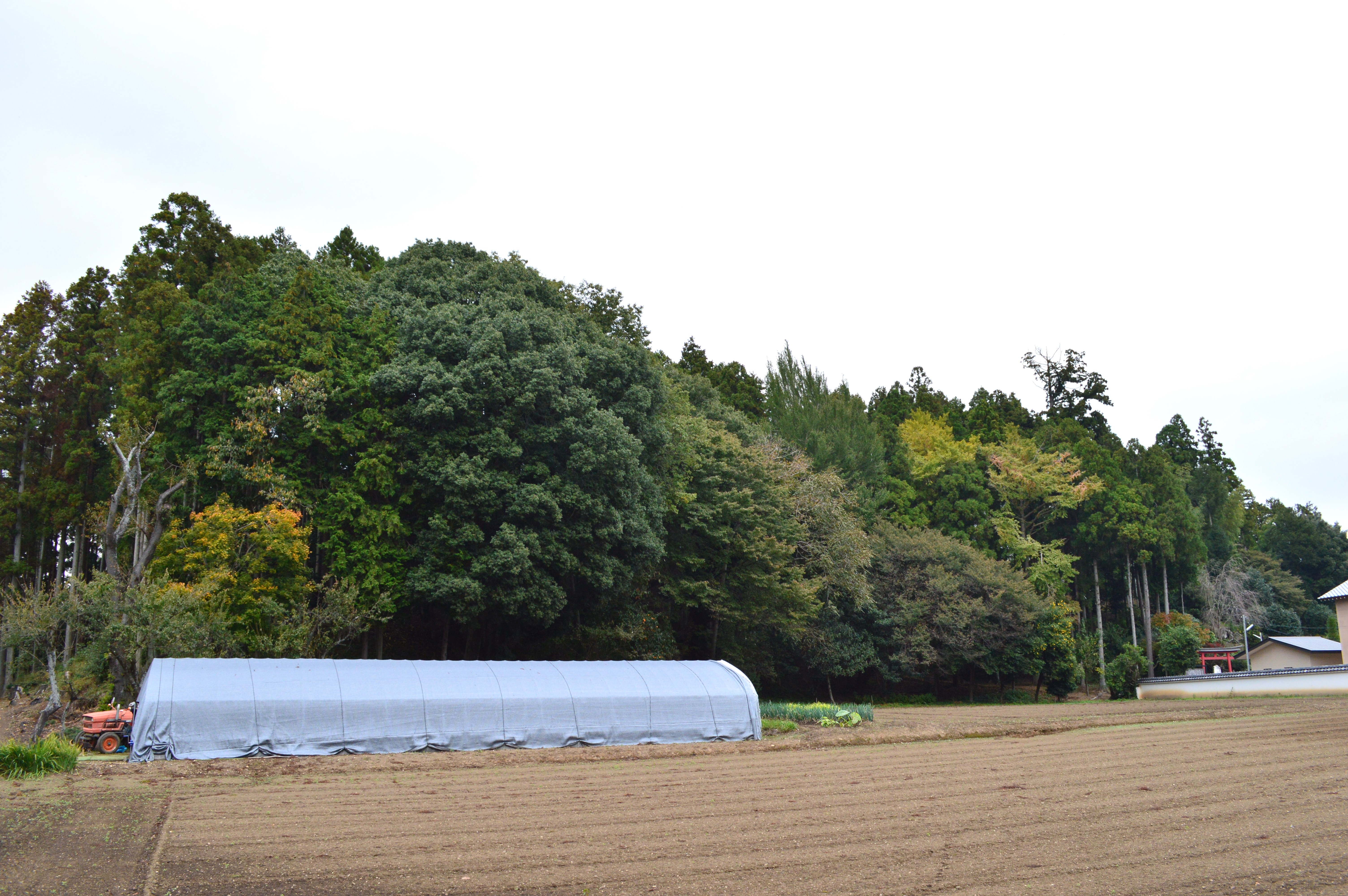
梵天山古墳一伝に初代久自国造の船瀬足尼命墓。

稲村神社の鎮座地一帯は、律令制以前の久自国造の本拠地であったとする説が知られる。この国造について、『先代旧事本紀』「国造本紀」では、成務天皇の御世に伊香色雄命（物部連遠祖）三世孫の船瀬足尼命が初代久自国造に任命されたと見える。社伝では、この任命の際に船瀬足尼命が始祖の饒速日命を祀ったといい、その時に「天神」、または7面の神鏡が祀られていたので「七代天神」と称したという。また、日本武尊が東征の際にこの地に天神七代の霊を祀ったともいう。
稲村神社の南西には梵天山古墳群が残るが、その主墳の梵天山古墳は茨城県第2位の規模になり、これを船瀬足尼命の墓とする伝承がある。

### 概史
国史では、嘉祥2年（849年）に「稲村神」が官社に預かり、水旱に霊験を表した旨の記事が見える。その後、元慶2年（878年）に「稲村神」の神階が従五位下、仁和元年（885年）に従五位上まで昇叙された旨が記載されている。延長5年（927年）成立の『延喜式』神名帳では常陸国久慈郡に「稲村神社」と記載され、式内社に列している。ただし、これらの「稲村神」には他の論社もある。
『新編常陸国誌』によると、元禄4年（1691年）徳川光圀が天神林村を通った際、天神七社の所在を質し、当時「七代天神」と称していた7塚を巡見した。そしてこれらを1社とするよう諭したので、元禄6年（1693年）に現在地に社殿を造営して合祀したという。また、光圀は鳥居に「七代天神宮」の扁額をかけさせ、神器を奉納した。江戸時代には社領として6石5斗余、除地として9石9斗3升を有した。
明治に入って式内社の稲村神社に比定され、「七代天神宮」から社名を改めた。また近代社格制度では郷社に列した。

### 神階
- 嘉祥2年（849年）4月7日、官社に預かる （『続日本後紀』）[原 2] - 表記は「稲村神（稻村神）」。
- 元慶2年（878年）8月23日、正六位上から従五位下 （『日本三代実録』）[原 3] - 表記は「稲村神（稻村神）」。
- 仁和元年（885年）5月22日、従五位下から従五位上 （『日本三代実録』）[原 4] - 表記は「稲村神（稻村神）」。

## 境内

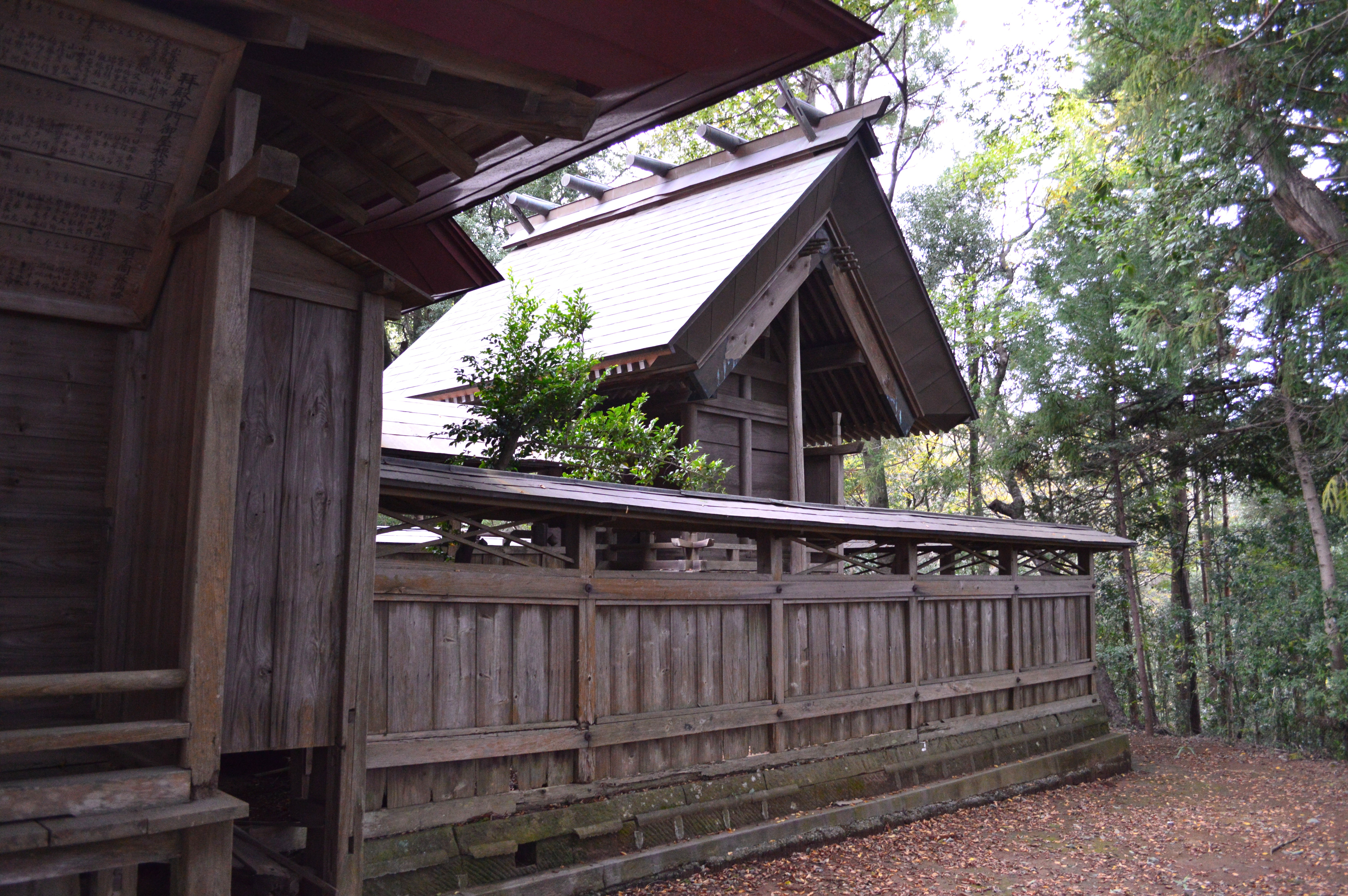
本殿
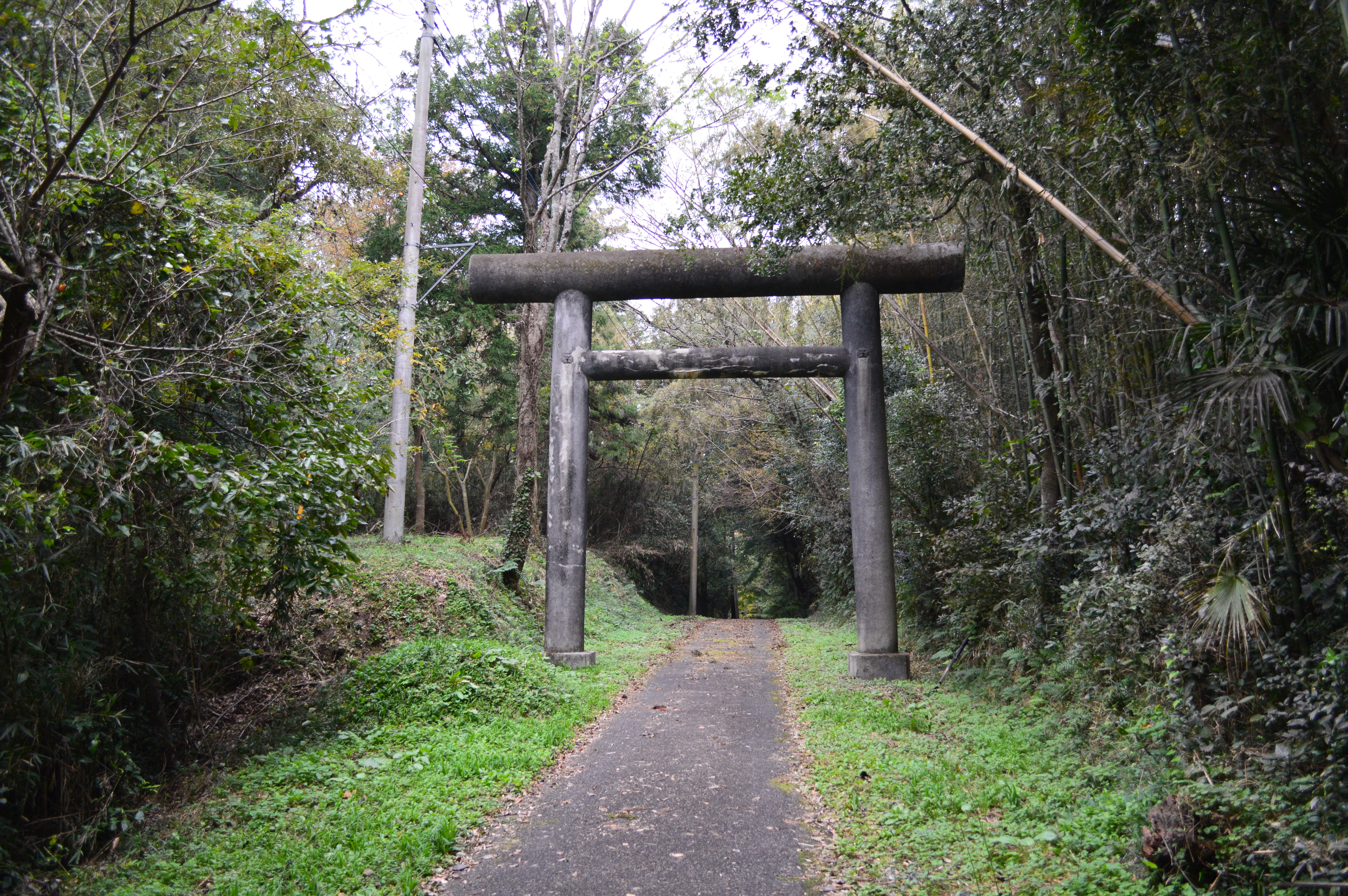
一の鳥居

## 現地情報
所在地
- 茨城県常陸太田市天神林町3228

周辺
- 佐竹寺
- 梵天山古墳群